# Vovinam

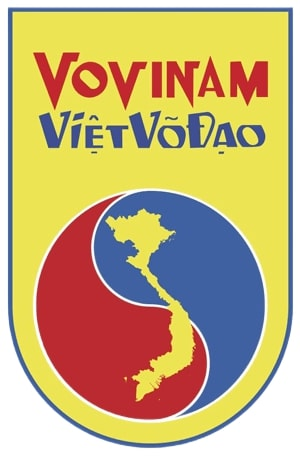

Vovinam Việt Võ Đạo is een Vietnamese zelfverdedigingssport. “Vo” staat voor krijgskunst en “Vinam” is een afkorting van Vietnam.
Vovinam Việt Võ Đạo (kort: Vovinam) heeft zijn oorsprong in traditionele Vietnamese vechtsporten van meer dan 4000 jaar oud, maar in de huidige vorm bestaat het sinds 1938. De oprichter, grootmeester Nguyen Loc (1912-1960), onderzocht zijn hele leven de eeuwenoude krijgskunst en haalde er de elementen uit die hij het beste vond. Vovinam verspreidt zich over heel de wereld en heeft meer dan een miljoen leden.   
Bij Vovinam train je heel je lichaam. Je leert hand/elleboog technieken, trappen, vegen, gooien, hefboom technieken en aanval/verdedigingstechnieken maar Vovinam staat vooral bekend om de vele schaartechnieken. Verder worden er verscheidene quyens geleerd.
Gevorderden leren ook met wapens om te gaan. In het begin alleen traditionele wapens zoals zwaarden en stokken, maar later leren zij alles als wapen te gebruiken.
Naast de verdedigingstechnieken leert een Vovinamleerling ook veel filosofie en theorie over Vovinam. In overeenstemming met “een ijzeren hand op een goedaardig hart” leert een Vovinamleerling hoe hij/zij zich moet gedragen in de samenleving.

## Geschiedenis
Grondlegger van Vovinam VietVoDao is Nguyễn Lộc. Hij werd geboren op 24 mei 1912 in dorp Huu Bang, district Thach That, provincie Son Tay, Noord Vietnam. Hij overleed op 29 april 1960 te Saigon.
Nguyễn Lộc had het idee om een vechtkunst te creëren waarbij men in een korte periode van training zichzelf kon verdedigen. Nguyễn Lộc geloofde dat martial arts zouden helpen om Vietnam te bevrijden, die sinds 1859 werden geregeerd door Frankrijk. Vovinam, die Nguyễn Lộc samenstelde van onder andere Kung fu, zijn eigen kennis van Vietnamese martial arts en elementen van Japanse en Koreaanse vechtstijlen, was dus gedeeltelijk gemaakt als een reactie op de Franse bezetting en om het Vietnamese volk een nationale identiteit te geven. 
Na een uitnodiging is Nguyễn Lộc met zijn leerlingen in 1940 naar Hanoi gegaan om om Vovinam te demonstreren. Dit was een succes en kort daarna was Nguyễn Lộc uitgenodigd om Vovinam lessen te geven in Hanois École Normale waarna de populariteit voor Vovinam bleef stijgen. De jaren daarna was er steeds meer politieke onrust in Vietnam. Door het systeem van nationalistische politiek kwam de vechtkunst onder druk te staan. In 1954 emigreerde Nguyễn Lộc naar het zuiden van Vietnam waar hij nieuwe scholen heeft geopend en Vovinam kon blijven beoefenen. 
Na zijn dood in 1960 ging grootmeester Le Sang door met het ontwikkelen en internationale promotie van Vovinam tot zijn dood op 27 september, 2010. De eerste Vovinam school buiten Vietnam werd gevestigd in Houson,Texas, door Vietnamese emigranten in 1976 na de val van Saigon. In 1980 waren er Vovinam scholen in Australië, België, Canada, Frankrijk, Duitsland, Italië, Marokko, Nederland, Polen, Spanje, Zwitserland en de Verenigde Staten. Vandaag de dag bestaat Vovinam uit Vovinam Việt Võ Đạo zonder de politieke toon die het eerst droeg.

## Filosofie, een ijzeren hand op een goed en liefdevol hart
Dit gebaar symboliseert een ijzeren hand op een goed en liefdevol hart, d.w.z. dapperheid moet samen gaan met barmhartigheid, de krijgskunst moet samen gaan met filosofie. Een Vovinam Việt Võ Đạo leerling mag zijn/haar krijgskunst alleen gebruiken mits dit uit liefde voor zijn medemens gebeurt. 

## De 10 principes van Vovinam Việt Võ Đạo
1. De VietVoDao-sinh streeft naar het hoge niveau van de vechtkunst om daardoor dienstbaar te zijn aan zijn/haar gemeenschap en de mensheid.
2. De VietVoDao-sinh streeft standvastig naar het verspreiden van de Viet Vo Dao leer en het opbouwen van de Viet Vo Dao jongeren generatie.
3. De VietVoDao-sinh leeft in harmonie met andere VietVoDao-sinh en respecteert de meerdere.
4. De VietVoDao-sinh heeft een absoluut respect voor disciplines en stelt de eer van de krijgsman/vrouw hoog.
5. De VietVoDao-sinh respecteert andere krijgskunsten en maakt alleen gebruik van zijn/haar kunst voor zelfverdediging en het opkomen voor rechtvaardigheid.
6. De VietVoDao-sinh leert met vlijt, en ontwikkelt zichzelf mentaal voortdurend en werkt constant aan eigen moraliteit.
7. De VietVoDao-sinh leeft eerlijk, eenvoudig, trouw en edelmoedig.
8. De VietVoDao-sinh ontwikkelt zich geestelijk tot een sterke en standvastige wil om macht en geweld te bedwingen.
9. De VietVoDao-sinh beoordeelt de situatie helder en grondig, is onvermoeibaar in strijd en handelt met wijsheid.
10. De VietVoDao-sinh is eerlijk en oprecht, weet zichzelf te overwinnen, is bescheiden en barmhartig, reflecteert voortdurend zichzelf om vooruitgang te maken.

## Bandensysteem

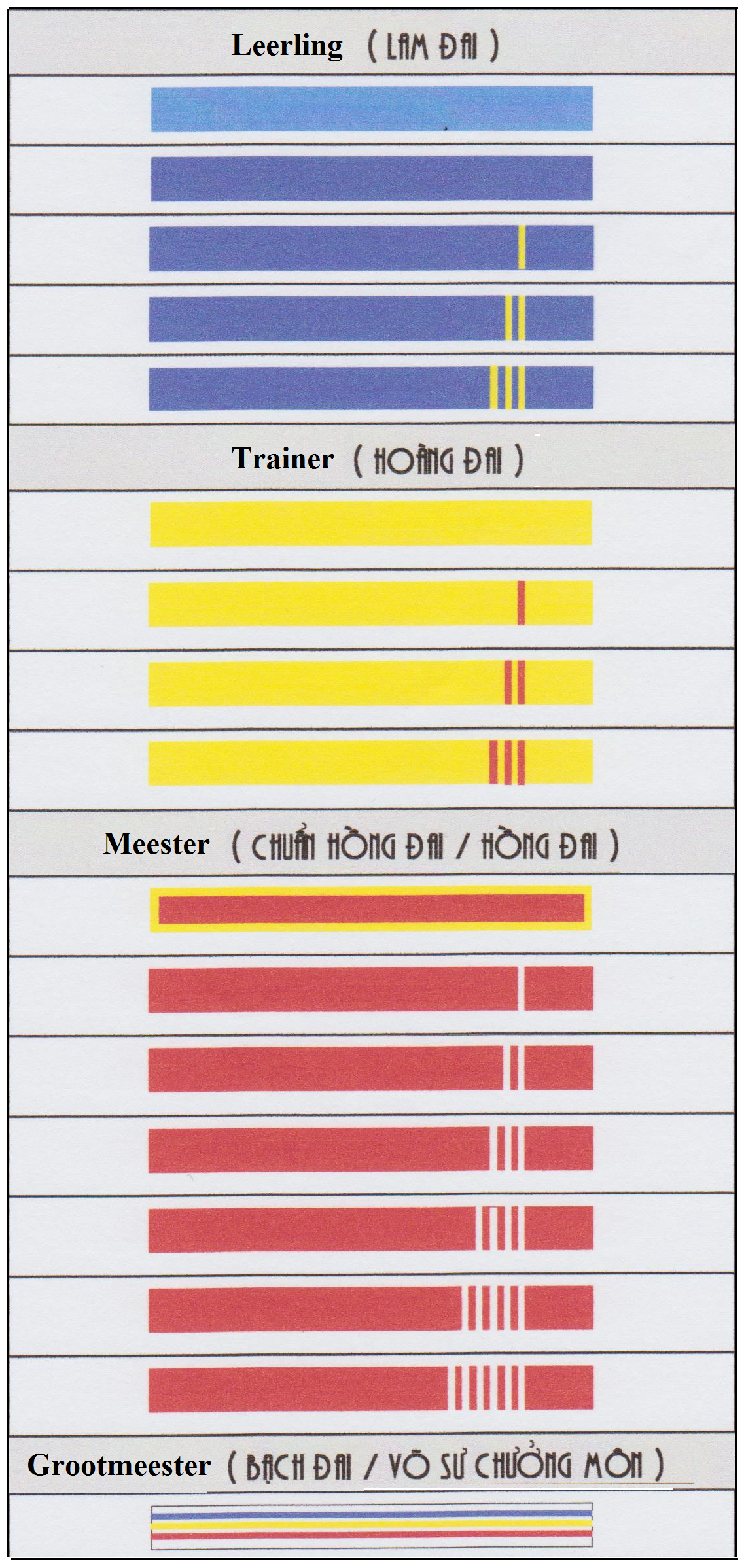
Bandsysteem Vovinam Việt Võ Đạo

Binnen Vovinam worden vier kleuren de vier kleuren gebruikt: blauw, geel, rood en wit. Deze kleuren komen terug in de banden. Hieronder nader beschreven:
1. Blauw: symboliseert de kleur van hoop. Dat houdt in dat de Viet Vo Dao leerling hoopt zich verder te verdiepen in de kunst (Vovinam) en zich de bijbehorende filosofie (Việt Võ Đạo) toe te eigenen via oefening.
2. Geel: symboliseert de kleur van aarde. Dat houdt in dat de kunst en de filosofie als zodanig is gevormd tot een degelijke grond; een vaste basis voor de Vovinam Việt Võ Đạo leerling om zich verder te ontwikkelen.
3. Rood: symboliseert de kleur van vuur. Dat houdt in dat de kunst en de filosofie een bepaalde hoogte heeft bereikt, die als een leidraad de weg belicht. De weg van dienen en van evolueren volgens het verheven doel der Vovinam Việt Võ Đạo.
4. Wit: symboliseert de kleur van de reinheid. Dat houdt in dat de Vovinam Việt Võ Đạo leerling de kunst en de filosofie tot een onbegrensde hoogte heeft bereikt. Diegene belichaamt de reinheid der vovinam Việt Võ Đạo leer.